# Richard Vaughan (Badminton)
Richard Vaughan (* 16. April 1978 in Caerphilly, Wales) ist ein britischer Badmintonspieler. Seit 2008 ist er mit der estnischen Badmintonspielerin Piret Hamer verheiratet.

## Karriere
Sein größter Erfolg war der Gewinn der Bronzemedaille bei den Europameisterschaften 2000. Erstmals machte er 1995 mit dem Gewinn des walisischen Herreneinzeltitels auf sich aufmerksam. Mittlerweile hat sich seine Titelsammlung auf 11 nationale Erfolge erhöht.

## Erfolge
| Saison | Veranstaltung                             | Disziplin    | Platz | Name                           |
| ------ | ----------------------------------------- | ------------ | ----- | ------------------------------ |
| 1995   | Wales: Einzelmeisterschaften              | Herreneinzel | 1     | Richard Vaughan                |
| 1995   | Wales: Einzelmeisterschaften der Junioren | Mixed        | 1     | Richard Vaughan / Amy Lloyd    |
| 1996   | Wales: Einzelmeisterschaften              | Mixed        | 1     | Richard Vaughan / Kelly Morgan |
| 1996   | Wales: Einzelmeisterschaften              | Herreneinzel | 1     | Richard Vaughan                |
| 1997   | Europameisterschaft der Junioren          | Herreneinzel | 2     | Richard Vaughan                |
| 1997   | Wales: Einzelmeisterschaften              | Herreneinzel | 1     | Richard Vaughan                |
| 1997   | Wales: Einzelmeisterschaften              | Mixed        | 1     | Richard Vaughan / Kelly Morgan |
| 1998   | Spanien: Internationale Meisterschaften   | Herreneinzel | 1     | Richard Vaughan                |
| 1999   | Wales: Einzelmeisterschaften              | Herreneinzel | 1     | Richard Vaughan                |
| 1999   | Slowenien: Internationale Meisterschaften | Herreneinzel | 1     | Richard Vaughan                |
| 1999   | Chile International                       | Herreneinzel | 1     | Richard Vaughan                |
| 1999   | Polnische Internationale Meisterschaften  | Herreneinzel | 2     | Richard Vaughan                |
| 1999   | Wales: Einzelmeisterschaften              | Mixed        | 1     | Richard Vaughan / Kelly Morgan |
| 2000   | Giraldilla International                  | Herreneinzel | 1     | Richard Vaughan                |
| 2000   | Wales: Internationale Meisterschaften     | Herreneinzel | 1     | Richard Vaughan                |
| 2000   | Wales: Einzelmeisterschaften              | Mixed        | 1     | Richard Vaughan / Kelly Morgan |
| 2000   | Europameisterschaft                       | Herreneinzel | 3     | Richard Vaughan                |
| 2000   | Wales: Einzelmeisterschaften              | Herreneinzel | 1     | Richard Vaughan                |
| 2000   | Kroatien: Internationale Meisterschaften  | Herreneinzel | 1     | Richard Vaughan                |
| 2000   | Polnische Internationale Meisterschaften  | Herreneinzel | 2     | Richard Vaughan                |
| 2001   | Wales: Einzelmeisterschaften              | Herreneinzel | 1     | Richard Vaughan                |
| 2001   | Bulgarian International                   | Herreneinzel | 1     | Richard Vaughan                |
| 2002   | South Africa International                | Herreneinzel | 1     | Richard Vaughan                |
| 2002   | Wales: Einzelmeisterschaften              | Herreneinzel | 1     | Richard Vaughan                |
| 2003   | Peru International                        | Herreneinzel | 1     | Richard Vaughan                |
| 2006   | Mauritius International                   | Herreneinzel | 1     | Richard Vaughan                |
| 2006   | South Africa International                | Herreneinzel | 1     | Richard Vaughan                |